# Medi Face
株式会社Medi Face（メディフェイス）は、日本のメンタルヘルスケアサービス企業である。  
北海道大学医学部出身の近澤徹が2020年に設立したものであり、北大発スタートアップ企業に認定されている。
顔の映像、声のトーン、発話内容から利用者のメンタルヘルスをAI（人工知能）で解析するアプリを開発、販売している。
2023年以降、NTTテクノクロスとアプリの精度向上に向けた共同研究を実施しているほか、北海道大学病院とうつ病や認知症のAI判定技術の共同研究を実施している。